# Gracia Querejeta
Gracia Querejeta   (Madrid, 13 d'agost de 1962) és una directora de cinema espanyola.

## Primers anys
Querejeta és la filla d'una dissenyadora de vestuari, María del Carmen Marín Maiki, i del productor Elías Querejeta, que li va obrir el món del cinema. Querejeta no va tenir de xiqueta l'ambició de ser actriu i va estudiar Història en la Universitat Complutense de Madrid. Va aparèixer davant la càmera quan tenia set anys a la pel·lícula Las secretas intenciones, d'Antonio Eceiza, i després, als tretze anys, va interpretar un petit paper en Las palabras de Max, d'Emilio Martínez Lázaro.

## Trajectòria cinematogràfica
La seva primera experiència professional darrere d'una càmera va ser com a auxiliar de direcció a Dulces horas el 1981, a les ordres de Carlos Saura i amb el seu pare com a productor. Després d'acabar la carrera va tenir l'oportunitat el 1988 de dirigir Tres en la marca, amb què va obtenir el Premi Teatre Arriaga de Bilbao, dins de la sèrie Set empremtes, realitzada per set directors i produïda per Elías Querejeta, composta per set migmetratges de mitja hora de durada, realitzat per cada un dels directors. Va ser oferta en capítols pel segon canal de TVE.
Posteriorment el 1990 va realitzar el documental El viatge de l'aigua, Premi Goya al millor documental espanyol. En aquest mateix any escriu i dirigeix també L'adolescència, un capítol de la sèrie de televisió L'home i la indústria, emesa per TVE.
El 1992 dirigeix el primer film en solitari, Una estación de paso, premi especial del Jurat en la Setmana Internacional de Cinema de Valladolid, produïda pel seu pare, Elías Querejeta, que també va signar el guió de la cinta. La pel·lícula va ser guardonada amb el Premi Especial del Jurat. És una pel·lícula que parla del final de la innocència, del creixement moral, de l'esquinçament emocional, de com es pateix a la cruïlla i de tot el que es va perdent en el camí.
A la seva òpera prima van seguir El último viaje de Robert Rylands i Quan tornis al meu costat, una pel·lícula que explica la història de tres germanes que es tornen a reunir de nou després de morir la seva mare. En aquesta pel·lícula van participar les actrius Mercè Sampietro, Julieta Serrano i Adriana Ozores.
El 2004 va dirigir Héctor. Aquesta va ser guardonada amb la Bisnaga d'Or a la millor pel·lícula al Festival de Màlaga de Cinema Espanyol al maig de 2004. Siete mesas de billar francés del 2007 li va suposar diverses nominacions al premi Goya com a millor direcció i adaptació d'un guió. El 2008 va rebre el premi Ciutat de Conca del festival internacional de cinema Dones en Direcció en reconeixement de la seva trajectòria

## Guardons

### Premis
- 2004: Bisnaga d'Or al Festival de Màlaga
- 2008: Premi Internacional Terenci Moix per 7 mesas de billar francés[3]

### Nominacions
- 2008: Goya al millor director per Siete mesas de billar francés[4]
- 2008: Goya al millor guió original per Siete mesas de billar francés[4]
- 2005: Goya al millor documental per ¡Hay motivo![4]
- 2000: Goya al millor director per Cuando vuelvas a mi lado[4]
- 2000: Goya al millor guió original per Cuando vuelvas a mi lado[4]